# Synegia fulvata
Synegia fulvata là một loài bướm đêm trong họ Geometridae.